# Клоково (Тверская область)
Кло́ково — деревня в Торжокском районе Тверской области. Центр Клоковского сельского поселения.
Находится в 12 км к востоку от города Торжка. В 5 км к югу — посёлок Мирный и автодорога «Москва — Санкт-Петербург».

## Население
| 1884 | 1920 | 1997 | 2010 |
| ---- | ---- | ---- | ---- |
| 89   | ↗95  | ↘75  | ↘52  |

## История
Во второй половине XIX века деревня Клоково относилась к Спасскому приходу Марьинской волости Новоторжского уезда. В 1884 году — 15 дворов, 89 жителей.
По переписи 1920 года в Клоково 17 дворов, 95 жителей. В 1940 году деревня в составе Андриановского сельсовета Новоторжского района Калининской области.
В 1997 году в деревне 25 хозяйств, 75 жителей; администрация Клоковского сельского округа, центральная усадьба колхоза им. М. И. Калинина, библиотека, медпункт, магазин.